# Uni-Cup

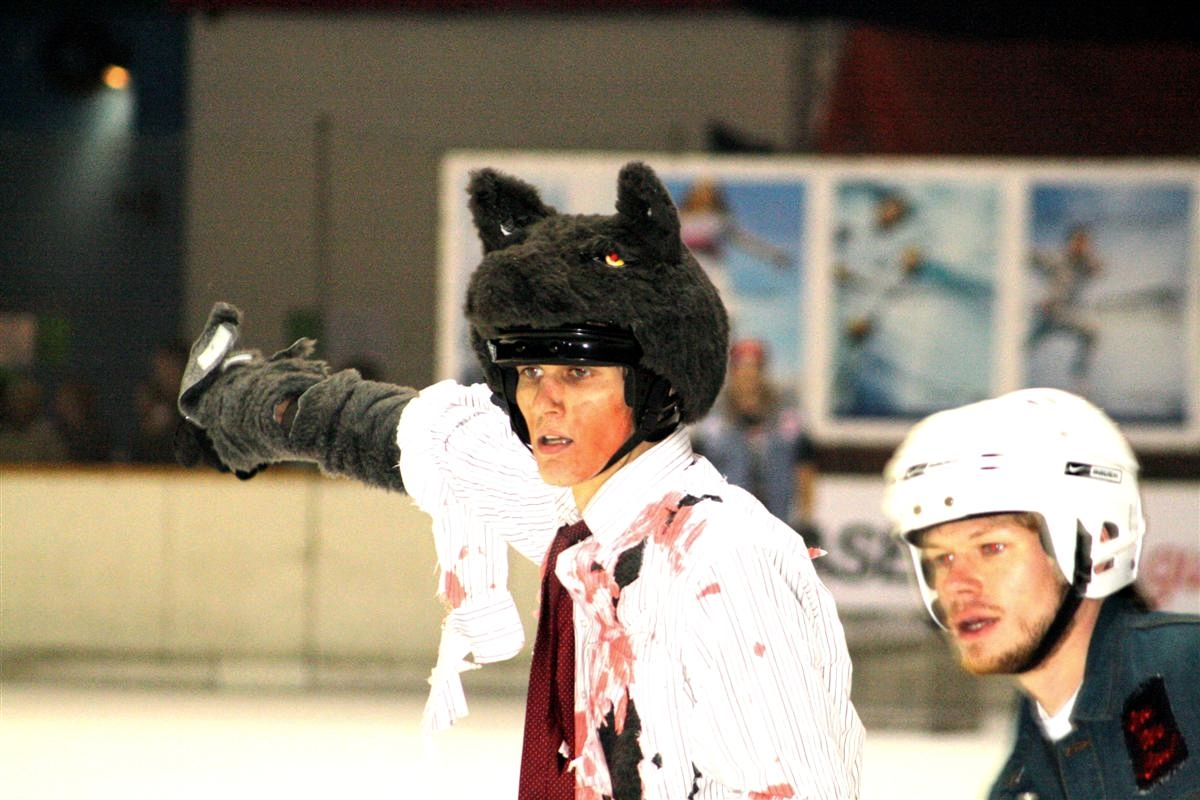
Szene vom Unicup 2009

Der Uni-Cup ist ein jährliches Eishockey-Turnier in Aachen. Organisiert wird das Turnier vom Hochschulsportzentrum (HSZ) der RWTH Aachen, sowie den dort beherbergten Fachschaften für Elektrotechnik, Maschinenbau und Medizin. Das Event findet in der 100’5 Arena statt – gespielt wird dabei um die ThyssenKrupp-Trophy, die als Wanderpokal von ThyssenKrupp gesponsert wird.

## Allgemeines

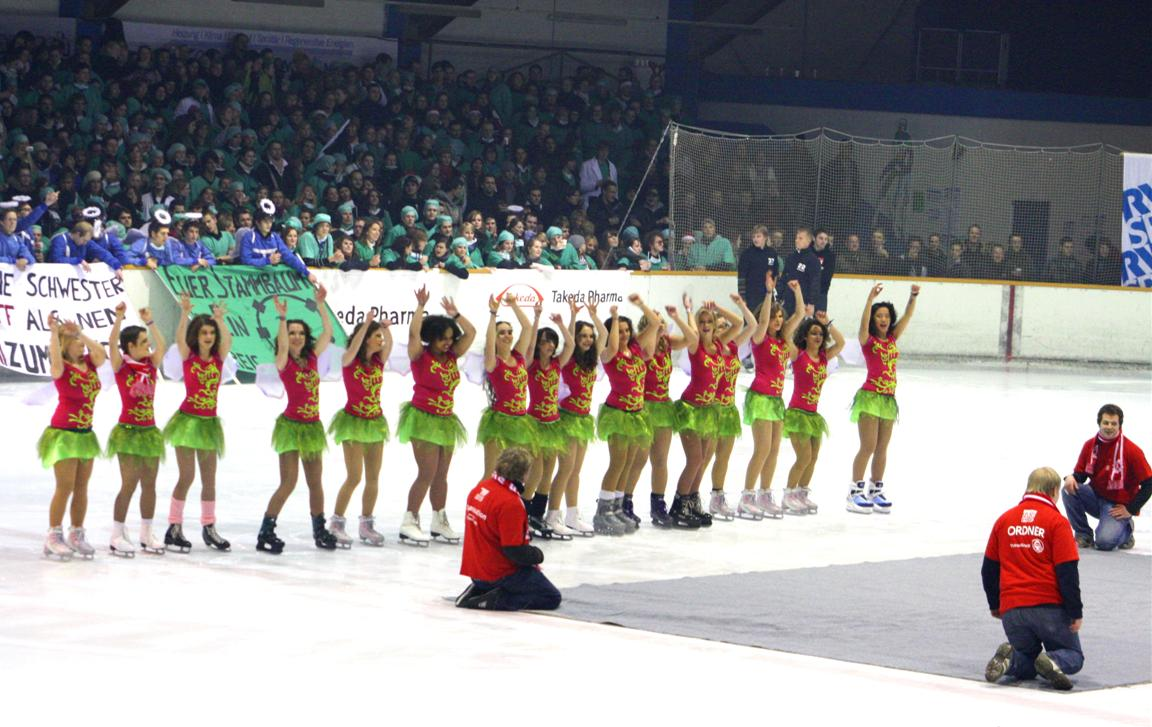
Cheerleader der Aachen Steelers

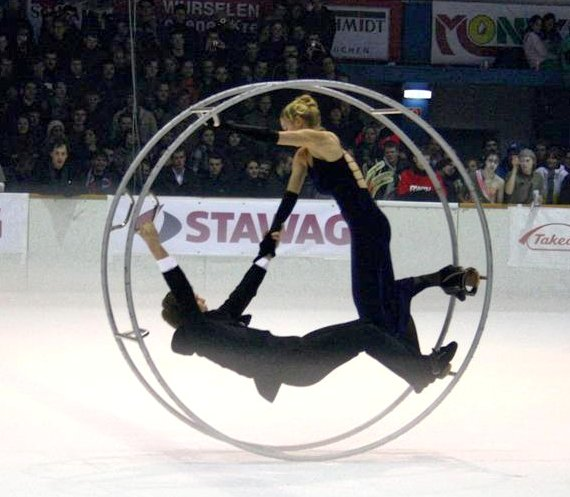
Rhönrad-Show 2009

Mit jeweils einer studentischen Herren- und Damen- sowie je einer Professorenmannschaft treten die Aachen Steelers (Maschinenbau), Medical Strikers (Medizin), und ET-Lions (Elektrotechnik) gegeneinander an. Die Teams spielen jeweils ein Hin- und Rückspiel, wobei bei einem Sieg der Gewinner drei, bei einem Unentschieden die Teams jeweils einen, und bei einer Niederlage der Verlierer keine Punkte erhält.
Ein wichtiger Bestandteil des Events ist unter anderem das Cheerleading, wofür auch Mannschaften von den verschiedenen Fakultäten zusammengestellt werden.
Das Turnier findet traditionell am ersten Donnerstag nach dem Nikolaustag in der 100'5 Arena statt und unterhält bis zu 3000 Zuschauer. Typischerweise beginnt der Uni-Cup mit einem Einlagespiel der Universitätsmannschaft, den Aachen Ice Emperors, gegen eine Gastmannschaft einer anderen Hochschule. Nach dem Turnier kommen die Mannschaften sowie die Cheerleader und einige Fans zu einer Feier zusammen.
Neben der ThyssenKrupp-Trophy wird auch der FUFAH-Ehrenpreis für die beste Cheerleading-Show verliehen. Dieser Preis berücksichtigt neben sportlicher Leistung auch andere Kriterien, wie beispielsweise das Fair Play.

## Geschichte
Im Jahre 1988 wurde der Uni-Cup von dem damaligen Institutsleiter der Pathologie an der RWTH, Christian Mittermayer, gegründet. Inzwischen ist die Zuschauerzahl von anfangs rund 10 auf 3000 gestiegen. Bereits 1990 war die Halle für das Turnier ausverkauft. Seit 2002 ist der Uni-Cup offizieller Bestandteil des Programms vom Hochschulsportzentrum der RWTH Aachen. Seit dem von damaligem Sportminister Michael Vesper initiierten Jahr des Hochschulsports 2003 spielt die Hochschulmannschaft der RWTH gegen Gastmannschaften anderer Hochschulen.
Am 6. Dezember 2012 feierte der Uni-Cup sein 25-jähriges Jubiläum. Als Gastmannschaft hierfür wurde die Eishockeymannschaft der Technischen Universität des Nahen Ostens (METU) eingeladen. Die Mannschaft der RWTH gewann das Spiel mit 11:1. 2013 fand das Einlagespiel der gegen die Eishockeymannschaft der Warwick Panthers der University of Warwick statt, welches die Ice Emperors mit 4:3 gewannen. Im Jahr 2014 trafen die Aachen Ice Emperors auf die Mannschaft der TU München. Die Aachener entschieden auch diese Partie mit 7:5 für sich.

## Karitativer Aspekt der Veranstaltung
Der Uni-Cup ist eine wohltätige Veranstaltung. Der Erlös geht anteilig an jährlich wechselnde Organisationen im Aachener Raum und internationale, gemeinnützige Projekte. Seit 2006 geht (mit Ausnahme der Austragung 2007) der Haupterlös der Veranstaltung an die norwegische Entwicklungshilfeorganisation „Right to Play“.
- 1999: Kinder- und Jugendheim Maria im Tann[1]
- 2000: Regionalstelle für Ausländerarbeit der Stadt
- 2001: Kinderheim Branderhofer Weg
- 2002: Kinderkrippe des Studentenwerkes der RWTH Aachen
- 2003: Aachener Tafel
- 2004: help e.V. und „Klinik für Palliativmedizin“
- 2005: ASA-Programm (HIV Prävention in Tansania, Deutschland und der Slowakei)
- 2006: Right to Play
- 2007: „Reisende Werkschule“
- 2008: Right to Play und „Hilfe für Peru“[9]
- 2009: Right to Play „Rwanda“ und Ronald McDonald Haus[10]
- 2010: Right to Play „Rwanda“ und „Herzkrankes Kind Aachen e. V.“
- 2011: Right to Play „Rwanda“ und „Aachen macht satt“
- 2012: Right to Play „Rwanda“ und „Rock Your Life!“[11]
- 2013: Right to Play „Rwanda“ und „Running for Kids“
- 2014: Right to Play „Mali“ und Heim „Maria im Tann“
- 2015: Right to Play „Lebanon“ und „Aachener Hände“
- 2016: Right to Play „Tansania“ und „Sozialverein Wabe“[12]
- 2022: Right to Play und „Aachener Kälte Hilfe“

## Turnierergebnisse
| Jahr | Sieger                                            | 2. Platz                                          | 3. Platz                                          | Ehrenpreis                                      |
| Jahr | Mannschaft                                        | Mannschaft                                        | Mannschaft                                        | Fachschaft                                      |
| ---- | ------------------------------------------------- | ------------------------------------------------- | ------------------------------------------------- | ----------------------------------------------- |
| 2003 | ET Lions                                          |                                                   |                                                   | N/A                                             |
| 2004 | Medical Strikers                                  | Aachen Steelers                                   | ET Lions                                          | N/A                                             |
| 2005 | Medical Strikers                                  | Aachen Steelers                                   | ET Lions                                          | N/A                                             |
| 2006 | Medical Strikers                                  | ET Lions                                          | Aachen Steelers                                   | Medizin                                         |
| 2007 | Aachen Steelers                                   | Medical Strikers                                  | ET Lions                                          | Maschinenbau                                    |
| 2008 | Aachen Steelers                                   | ET Lions                                          | Medical Strikers                                  | Maschinenbau                                    |
| 2009 | Aachen Steelers                                   | ET Lions                                          | Medical Strikers                                  | Elektrotechnik                                  |
| 2010 | Aachen Steelers                                   | ET Lions                                          | Medical Strikers                                  | Medizin                                         |
| 2011 | Medical Strikers                                  | ET Lions                                          | Aachen Steelers                                   | Maschinenbau                                    |
| 2012 | Medical Strikers                                  | Aachen Steelers                                   | ET Lions                                          | Maschinenbau                                    |
| 2013 | Aachen Steelers                                   | Medical Strikers                                  | ET Lions                                          | Medizin                                         |
| 2014 | Medical Strikers                                  | Aachen Steelers                                   | ET Lions                                          | Maschinenbau                                    |
| 2015 | Aachen Steelers                                   | Medical Strikers                                  | ET Lions                                          | Maschinenbau                                    |
| 2016 | Aachen Steelers                                   | Medical Strikers                                  | ET Lions                                          | Elektrotechnik                                  |
| 2017 | Medical Strikers                                  | ET Lions                                          | Aachen Steelers                                   | Elektrotechnik                                  |
| 2018 | Medical Strikers                                  | Aachen Steelers                                   | ET Lions                                          | Maschinenbau                                    |
| 2019 | Aachen Steelers                                   | Medical Strikers                                  | ET Lions                                          | Maschinenbau                                    |
| 2020 | Turnier aufgrund der COVID-19-Pandemie abgesagt   | Turnier aufgrund der COVID-19-Pandemie abgesagt   | Turnier aufgrund der COVID-19-Pandemie abgesagt   | Turnier aufgrund der COVID-19-Pandemie abgesagt |
| 2021 | Eishockey aufgrund der COVID-19-Pandemie abgesagt | Eishockey aufgrund der COVID-19-Pandemie abgesagt | Eishockey aufgrund der COVID-19-Pandemie abgesagt | Elektrotechnik                                  |
| 2022 | Aachen Steelers                                   | Medical Strikers                                  | ET Lions                                          | Medizin                                         |
| 2023 | Medical Strikers                                  | Aachen Steelers                                   | ET Lions                                          | Medizin                                         |
| 2024 | Medical Strikers                                  | Aachen Steelers                                   | ET Lions                                          | Medizin                                         |

1. ↑  Nach finalem Penaltyschießen.
2. ↑  Nach finalem Penaltyschießen.

## Galerie

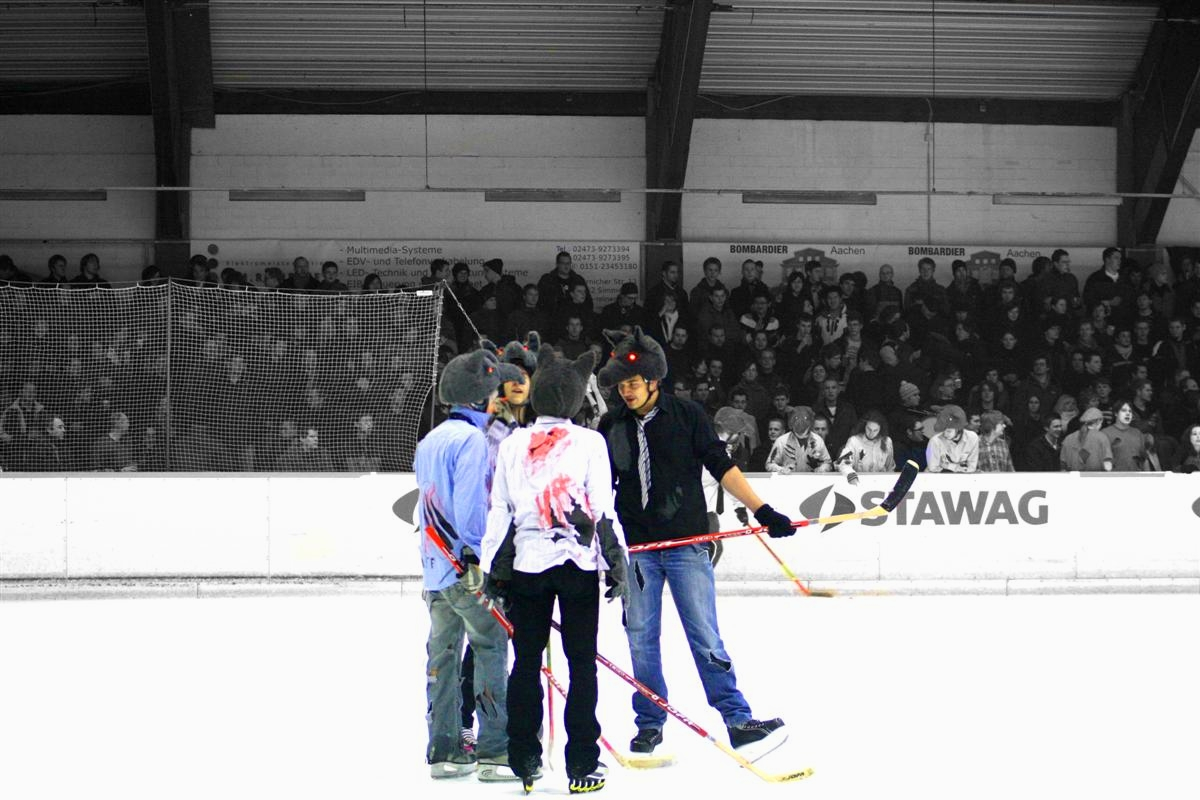
Spiel ET Lions gegen Aachen Steelers
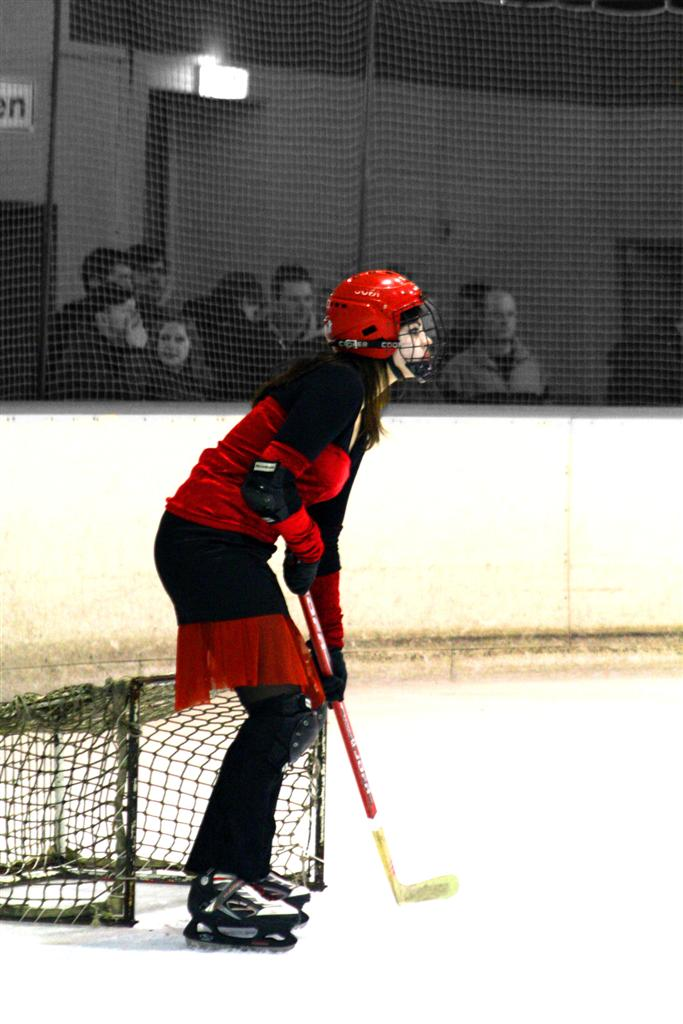
Studentische Torhüterin
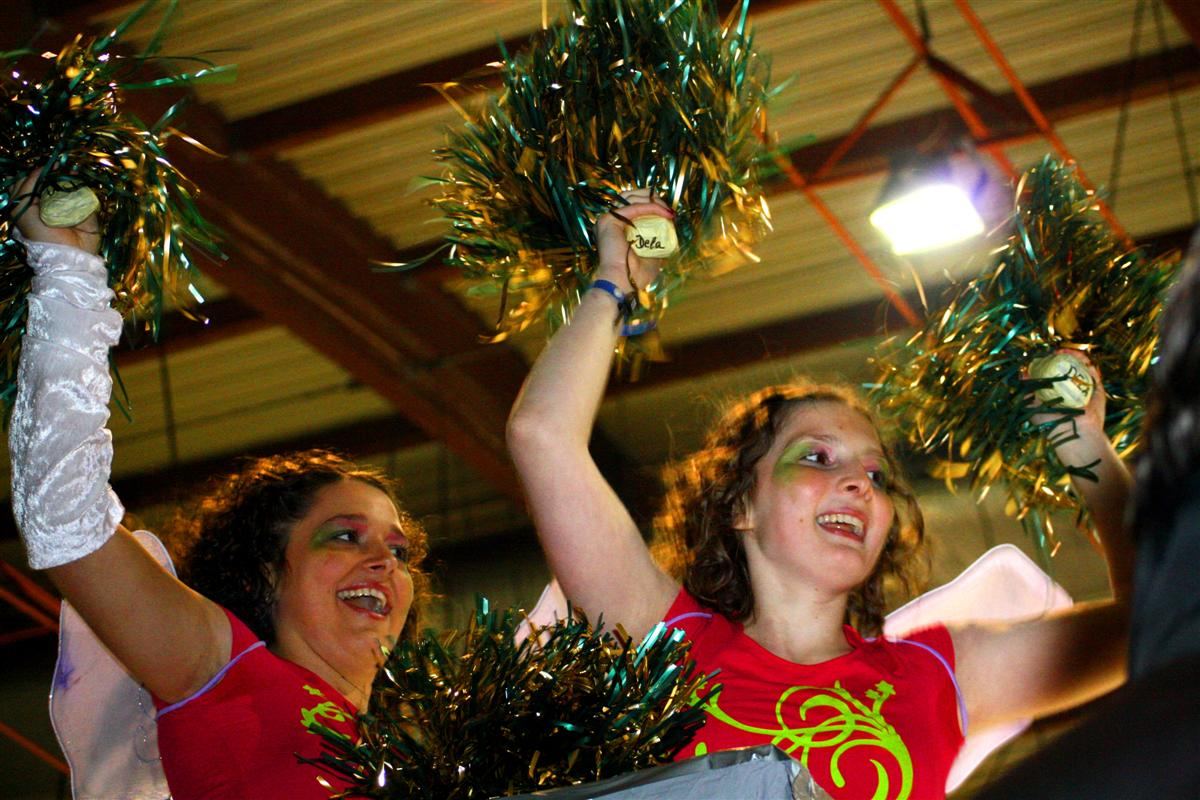
Cheerleader der Aachen Steelers in Aktion
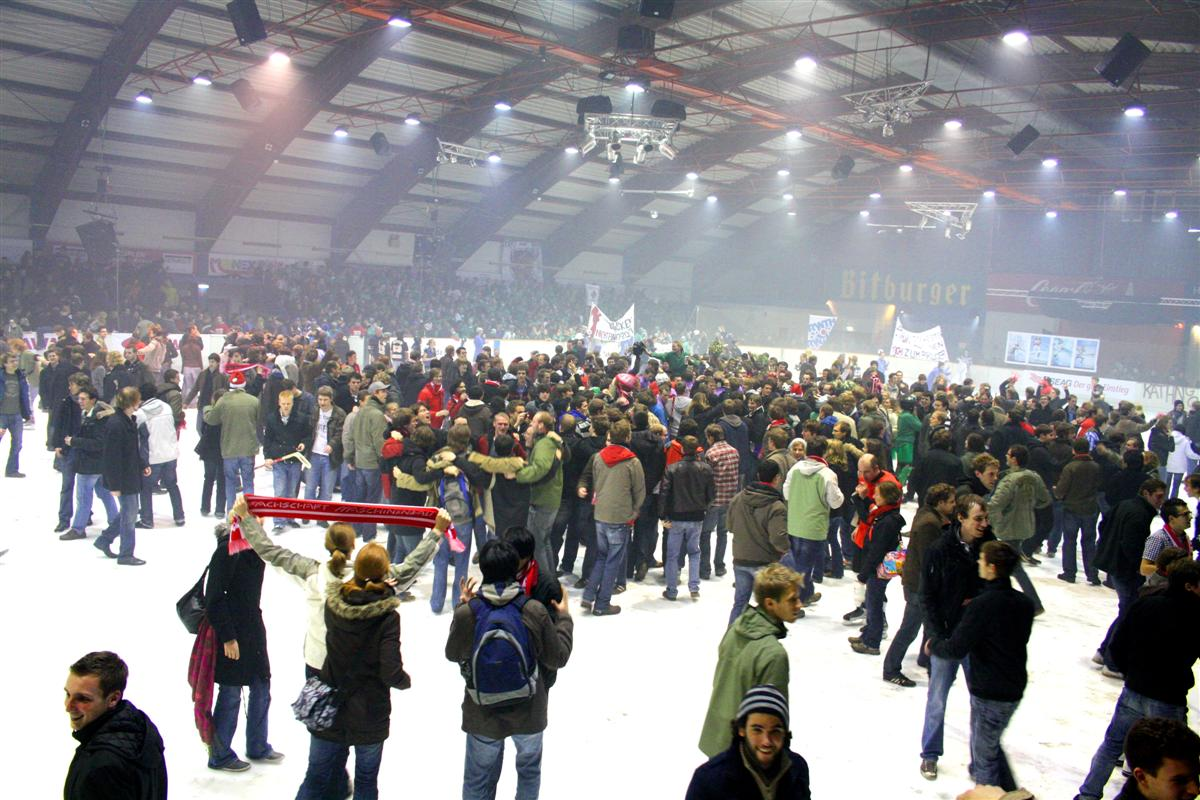
Stimmung nach dem Turnier
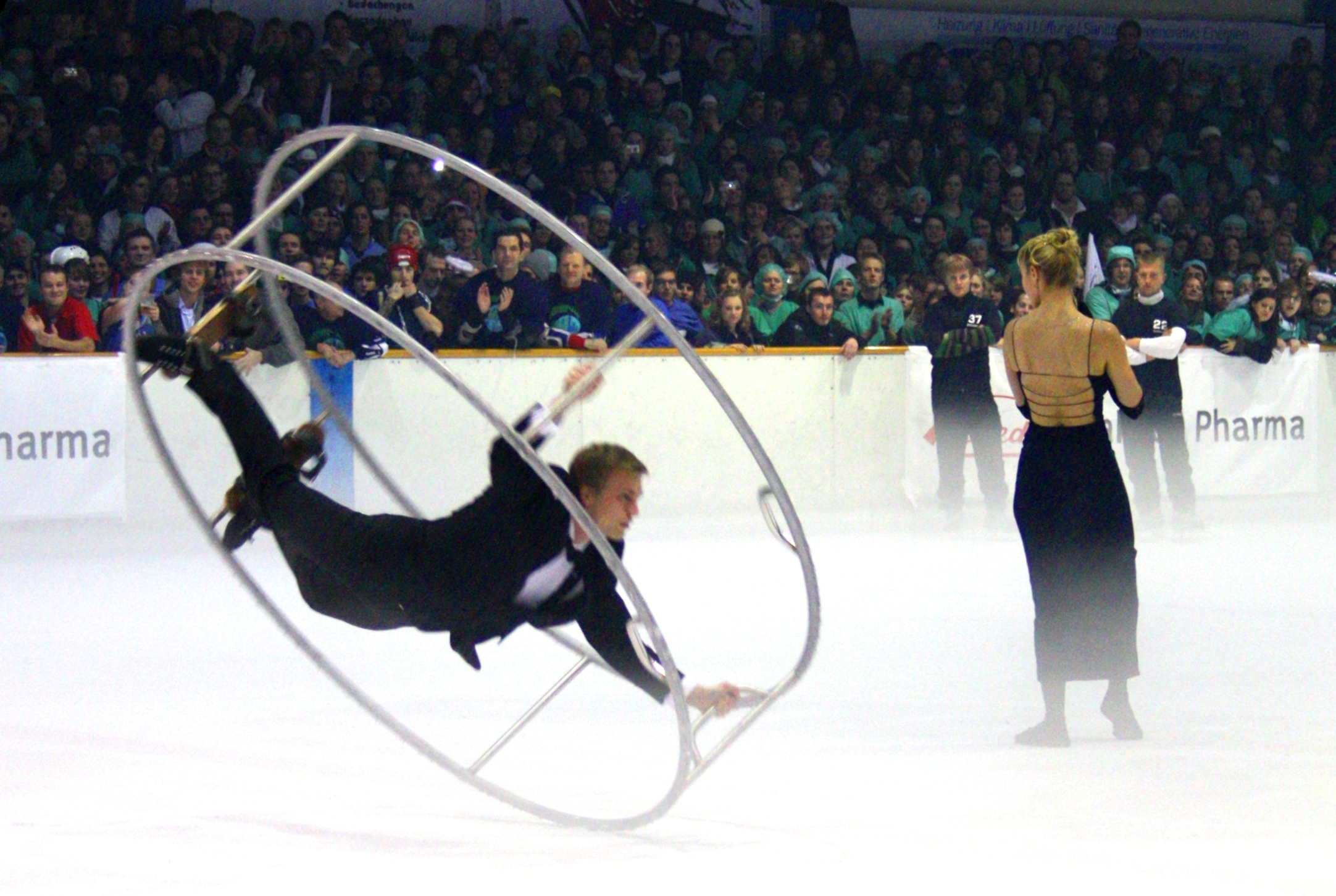
Rhönrad-Show 2009